# Мартінус Тьоніс Стейн
Мартінус Тьоніс Стейн (афр. Marthinus Theunis Steyn) (2 жовтня 1857 р. — 28 листопада 1916 р.) південноафриканський юрист, політик і державний діяч, шостий і останній президент незалежної Республіки Оранжева з 1896 р. по 1902 р.
Стейн народився в Вінбурзі, що у Республіці Оранжева. Після закінчення навчання в Грей коледжі, він відправився до Нідерландів, де вивчав право в Лейденському університеті. Потім він переїхав до Англії, де навчався в Іннер Темпелі.
Після його повернення до Південної Африки він почав працювати адвокатом в Блумфонтейні. У 1889 році Стейн був призначений державним прокурором Республіки Оранжева. Кілька місяців по тому він став суддею другого розряду, а у 1893 році суддею першого розряду у Верховному суді. Його судові рішення засвідчили його здібності і здоровий глузд.
У 1895 році, після відставки президента країни Рейтца Стейн став кандидатом на вакантну посаду від Пан-нідерландської партії. Результатом виборів (лютий 1896 р.) стала переконлива перемога Стейна. Він вступив на посаду президента. Початок Другої англо-бурської війни в 1899 році, викликав у Стейн почуття обов'язку повести боротьбу проти Британської імперії. Хоча Республіка Оранжева опинилася під британською окупацією, Стейн будучи главою уряду у підпіллі, грав ключову роль у продовженні опору бурів і в координації ведення партизанської війни.
Уважається одним із найбільш непримиренних лідерів бурів. Проте у квітні 1902 р. він взяв участь у попередніх мирних переговорах у Клерксдорпі, однак через хворобу не зміг перебувати на них до кінця і тому 31 травня 1902 р. не взяв участі у підписанні мирного договору у Ференіхінгу. Договір поклав край незалежності Республіки Оранжева і президентству Стейна. З 1902 р. Стейн почав страждати від міастенії, викликаної постійним нервовим перенапруженням. В липні 1902 р. він відплив до Європи, де залишався до осені 1904 року.
Потім він присягнув на вірність британській короні, і повернувся до Південної Африки з частково відновленим здоров'ям. Тому Стейн відновив активну політичну діяльність. Протягом 1908—1909 рр. він перебував на посаді віце-президента Закритого Союзного Конвенту, де відзначився чіткою державницькою і примирливою позицією щодо британців, в той же час відстоював права бурської громади. Стейн став співзасновником Південно-Африканської партії, яку залишив у 1914 році з Джеймсом Баррі Герцогом, заснувавши Національну партію.
Виступаючи на зустрічі в Блумфонтейні у листопаді 1916 р., він раптово помер від серцевого нападу. Йому було тільки 59 років.